# Christine van Meeteren
Carolina Christina Manssen (Amsterdam, 26 april 1885 – Hoog-Keppel, 3 januari 1973) was een Nederlandse actrice en onderwijzeres die werkte onder de naam Christine van Meeteren.
Van Meeteren huwde op 17 juni 1909 de 30 jaar oudere acteur-regisseur Louis H. Chrispijn, met wie ze een zoon kreeg. In 1913 kreeg ze via haar echtgenoot een contract bij Filmfabriek Hollandia en verscheen in stomme films. Haar debuut maakte ze naast Annie Bos in een tweedelige filmreeks over de Zeeuwse meisjes Mijntje en Trijntje in Twee Zeeuwsche Meisjes in Zandvoort (1913) en Mijntje en Trijntje op de Schaats. Door de jaren heen vervulde ze voornamelijk bijrollen en werd in sommige films vermeld als Christine Chrispijn-van Meteren. Ze sloot zich ook met haar man aan bij het toneelgezelschap Hollandia Toneel.
Toen Van Meeteren en Chrispijn scheidden in 1917, kwam er abrupt een einde aan haar filmcarrière. Ze stopte met acteren om het acteervak te leren op school. In de jaren 30 was ze een directrice van een Nederlandse filmschool. In 1936 maakte ze een eenmalige terugkeer naar de filmindustrie, met een kleine rol in Komedie om geld, waar ze ook de dialogen voor schreef. Er is weinig bekend over haar latere leven. Ze stierf in 1973 op 87-jarige leeftijd.